# XFL (2020—2023)
XFL — профессиональная лига американского футбола, состоящая из восьми команд, разделенных поровну между Восточным и Западным дивизионами. Сезоны проходят с февраля по апрель, каждая команда играет десять игр регулярного сезона, а четыре команды выходят в плей-офф, где определяется чемпион сезона. Штаб-квартира компании находится в Гринуиче, Коннектикут.
Лига была основана владельцем рестлинг-промоушна WWE Винсом Макмэном в 2018 году как перезагрузка и преемник одноименной лиги, которую он основал в 2001 году. Макмэн основал XFL, чтобы создать лигу с меньшим количеством противоречий вне поля и более быстрой и простой игрой по сравнению с Национальной футбольной лигой (НФЛ), в этой итерации XFL нет развлекательных элементов, вдохновленных рестлингом, как у предшественника. Лига и её команды первоначально принадлежали Alpha Entertainment Макмэна. Команды разбросаны по всей территории США в регионах, где в настоящее время или недавно были представлены команды НФЛ.
После всего лишь пяти недель игры в своем первом сезоне 2020 года, деятельность лиги постепенно прекратилась из-за пандемии COVID-19, и 13 апреля она подала заявление о банкротстве. 3 августа 2020 года актер, продюсер, бывший рестлер и бывший защитник «Майами Харрикейн» Дуэйн Джонсон и его давний деловой партнер Дэни Гарсия возглавили консорциум с RedBird Capital Джерри Кардинале, чтобы приобрести XFL за 15 миллионов долларов, за несколько часов до проведения аукциона. В настоящее время лига планирует вернуться в феврале 2023 года.
28 сентября 2023 года XFL объявила о своем намерении объединиться с USFL. 31 декабря название объединенной лиги было утверждено как United Football League, а каждая из составляющих лиг осталась в качестве конференции в UFL.